# Arthur Roche
Arthur Roche (ur. 6 marca 1950 w Batley) – angielski duchowny rzymskokatolicki, biskup pomocniczy Westminsteru w latach 2001–2002, biskup koadiutor Leeds w latach 2002–2004, biskup diecezjalny Leeds w latach 2004–2012, sekretarz Kongregacji Kultu Bożego i Dyscypliny Sakramentów w latach 2012–2021, arcybiskup ad personam od 2021, prefekt Dykasterii Kultu Bożego i Dyscypliny Sakramentów od 2021 (do 2022 Kongregacji Kultu Bożego i Dyscypliny Sakramentów), kardynał diakon od 2022, członek Papieskiej Komisji ds. Państwa Watykańskiego od 2023.

## Życiorys
Święcenia kapłańskie przyjął 19 lipca 1975 w diecezji Leeds. Po trzyletnim stażu duszpasterskim w Barnsley został skierowany do kurii diecezjalnej, gdzie zaczął służyć jako sekretarz biskupi. Rok później został mianowany wicekanclerzem kurii. W 1982 został wikariuszem parafii katedralnej, zaś w 1989 otrzymał nominację na proboszcza miejscowej parafii św. Wilfrida. Dwa lata później wyjechał do Rzymu i podjął studia na Papieskim Uniwersytecie Gregoriańskim. Niedługo potem został ojcem duchownym w miejscowym Kolegium Angielskim.
W 1996 został wybrany sekretarzem generalnym Konferencji Biskupów Anglii i Walii.
12 kwietnia 2001 papież Jan Paweł II mianował go biskupem pomocniczym Westminsteru ze stolicą tytularną Rusticiana. Sakry udzielił mu 10 maja 2001 kardynał Cormac Murphy-O’Connor, ówczesny arcybiskup metropolita Westminsteru.
16 lipca 2002 został przeniesiony na urząd biskupa koadiutora Leeds. 7 kwietnia 2004, po rezygnacji z urzędu złożonej przez poprzednika został pełnoprawnym ordynariuszem tej diecezji.
26 czerwca 2012 papież Benedykt XVI mianował go sekretarzem Kongregacji ds. Kultu Bożego i Dyscypliny Sakramentów.
27 maja 2021 papież Franciszek mianował go prefektem Dykasterii ds. Kultu Bożego i Dyscypliny Sakramentów. 29 maja 2022 podczas modlitwy Regina Coeli ogłosił jego nominację kardynalską. 27 sierpnia Roche został kreowany kardynałem diakonem i otrzymał diakonię św. Saby. 25 lutego 2023 papież Franciszek mianował go członkiem Papieskiej Komisji ds. Państwa Watykańskiego. Brał udział w konklawe 2025, które wybrało papieża Leona XIV.